# F1 Super License: Nakajima Satoru
F1 Super License: Nakajima Satoru (jap. 中嶋悟監修 Ｆ１ スーパーライセンス, Satoru Nakajima F1 Super License Supervisor) – gra komputerowa traktująca o mistrzostwach świata Formuły 1. Wyprodukowana i wydana przez japońską firmę Varie w Japonii 11 grudnia 1992 roku.

## Rozgrywka
F1 Super License: Nakajima Satoru jest trzecią i ostatnią grą z serii gier Nakajima Satoru. Gra została wydana w Japonii 11 grudnia 1992 roku na Sega Mega Drive. Gra posiada oficjalną licencję FOCA na sezon 1992. W grze dostępne są trzy tryby rozgrywki: tryb mistrzostw, który pozwala wziąć udział w 16. wyścigach w sezonie 1992, drugi tryb pozwala na rozegranie własnego wyścigu lub testu, w którym może sprawdzić swoje umiejętności. Gracz może dostosować silnik, opony, hamulce, zawieszenie i spoiler. Gracz może zapisać najlepszy czas okrążenia.